# Acid sulfanilic
Acidul sulfanilic (IUPAC: acidul 4-aminobenzensulfonic) este un compus organic din clasa acizilor sulfonici. Este un solid alb cu implicații în analiza cantitativă și calitativă a ionilor azotit și azotat. Există sub formă de zwitterion și are un punct de topire ridicat.

## Obținere
Acidul sulfanilic se obține prin reacția de sulfonare a anilinei, care decurge în mai multe etape:

## Proprietăți

### Obținerea de coloranți azoici
Acidul sulfanilic este utilizat pentru obținerea de coloranți azoici, în urma reacției de diazotare și cuplare azoică. În prima etapă are loc formarea unui intermediar sare de diazoniu, care se cuplează apoi cu o amină aromatică sau cu un naftol. Un exemplu este obținerea metiloranjului, un indicator de pH:
Pe lângă obținerea coloranților azoici, acidul sulfanilic mai poate fi utilizat pentru sinteza sulfonamidelor.